# Les cadavres ne portent pas de costard
Pour plus de détails, voir Fiche technique et Distribution.
Les cadavres ne portent pas de costard (Dead Men Don't Wear Plaid) est un film américain réalisé par Carl Reiner, sorti en 1982.

## Synopsis
À la recherche de son père, une femme fait appel à un détective privé, pour une enquête complètement loufoque prétexte à un hommage aux films noirs américains et à ses acteurs, grâce à d'astucieux montages entre les scènes du film mélangées aux originales de quelques références du genre. On peut ainsi voir le héros, joué par Steve Martin, donner la réplique à Humphrey Bogart, Burt Lancaster, Kirk Douglas et beaucoup d'autres... 

## Fiche technique
- Titre : Les cadavres ne portent pas de costard
- Titre original : Dead Men Don't Wear Plaid
- Réalisation : Carl Reiner
- Scénario : Carl Reiner, George Gipe et Steve Martin
- Producteur : William E. McEuen et David V. Picker
- Producteur associé : Richard McWhorter
- Musique : Miklós Rózsa
- Photographie : Michael Chapman
- Montage : Bud Molin
- Distribution des rôles : Penny Perry
- Création des décors : John DeCuir
- Décorateur de plateau : Richard C. Goddard
- Création des costumes : Edith Head
- Premier assistant réalisateur : Newt Arnold
- Sociétés de production : Aspen Film Society et Universal Pictures
- Sociétés de distribution :  Universal Pictures •  Coline / LMD / Océanic Films •  United International Pictures
- Pays de production : États-Unis
- Langue : anglais
- Budget : inconnu
- Box-office : 
  - États-Unis : 18 196 170 $
  - France : 701 316 entrées[1]
- Format : Noir et blanc — 1,85:1 — Mono
- Genre : Comédie et néo-noir[2]
- Durée : 88 minutes
- Dates de sortie en salles : 
  - États-Unis : 16 mai 1982
  - Allemagne : 20 août 1982
  - France : 22 septembre 1982
  - Suède : 8 octobre 1982
  - Australie : 15 octobre 1982

## Distribution
- Steve Martin (VF : Hervé Bellon) : Rigby Reardon
- Rachel Ward (VF : Marion Loran) : Juliet Forrest
- Carl Reiner (VF : Roger Lumont) : Field Marshall VonKluck
- Reni Santoni (VF : Serge Lhorca) : Carlos Rodriguez
- George Gaynes : Dr. Forrest

Images d'archives
| - Alan Ladd - Barbara Stanwyck (VF : Paule Emmanuele) - Ray Milland (VF : Jean-Pierre Leroux) - Ava Gardner (VF : Frédérique Tirmont) - Burt Lancaster - Humphrey Bogart (VF : Marc de Georgi) - Cary Grant (VF : Guy Chapelier) - Ingrid Bergman - Veronica Lake - Bette Davis - Lana Turner - Edward Arnold (VF : Philippe Dumat) - Kirk Douglas (VF : Georges Poujouly) | - Fred MacMurray (VF : Richard Darbois) - James Cagney - Joan Crawford (VF : Béatrice Delfe) - Charles Laughton (VF : Claude Joseph) - Vincent Price - William Conrad - Charles McGraw - Jeff Corey - John Miljan - Brian Donlevy - Norma Varden - Edmond O'Brien |

## Autour du film
Des scènes ont été extraites des 19 films suivants mais 18 seulement sont crédités :
- Universal Pictures :
  - Tueur à gages (This Gun for Hire) de Frank Tuttle (1942)
  - La Clé de verre (The Glass Key) de Stuart Heisler (1942)
  - Assurance sur la mort (Double Indemnity) de Billy Wilder (1944)
  - Le Poison (The Lost Weekend) de Billy Wilder (1945)
  - Les tueurs (The Killers) de Robert Siodmak (1946)

- Warner Bros. (à l'époque de leur sortie, ces films appartenaient à United Artists) :
  - Jalousie (Deception) d'Irving Rapper (1946)
  - Humoresque (Humoresque) de Jean Negulesco (1946)
  - Le Grand Sommeil (The Big Sleep) d'Howard Hawks (1946)
  - Les Passagers de la nuit (Dark Passage) de Delmer Daves (1947)
  - L'enfer est à lui (White Heat) de Raoul Walsh en 1949

- Metro-Goldwyn-Mayer :
  - Johnny, roi des gangsters (Johnny Eager) de Mervyn LeRoy (1942)
  - La Flamme sacrée (Keeper of the Flame) de George Cukor (1942) non crédité
  - Le facteur sonne toujours deux fois (The Postman Always Rings Twice) de Tay Garnett (1946)
  - L'Île au complot (The Bribe) de Robert Z. Leonard (1949)

- RKO Pictures :
  - Soupçons (Suspicion) d'Alfred Hitchcock (1941)
  - Les Enchaînés (Notorious) d'Alfred Hitchcock (1946)

- Paramount Pictures :
  - L'Homme aux abois (I Walk Alone) de Byron Haskin (1947)
  - Raccrochez, c'est une erreur (Sorry, Wrong Number) d'Anatole Litvak (1948)

- Columbia Pictures :
  - Le Violent (In a Lonely Place) de Nicholas Ray (1950)

Les cadavres ne portent pas de costard est le dernier film auquel ait participé la costumière Edith Head, décédée sept mois avant la sortie du film, et sa musique est l'une des dernières composées par Miklós Rózsa. Ce film marque la seconde des quatre collaborations entre Steve Martin et Carl Reiner après Un vrai schnock.
Lorsque Rigby (Steve Martin) découvre les « instructions finales » des Nazis, la date indiquée est le 14 août 1946. Steve Martin, lui, est né le 14 août 1945.

## Réception
Les cadavres ne portent pas de costard a obtenu dans l'ensemble des critiques favorables, notamment sur le site Rotten Tomatoes, qui lui attribue un pourcentage de 77 % et une note moyenne de 6,5⁄10. Sur le site Internet Movie Database, le film obtient une note moyenne de 6,8⁄10, basé sur plus de 14 322 votes des « utilisateurs ».
Lors de sa première semaine d'exploitation, le long-métrage se classe deuxième au box-office américain avec 6 750 271 $, puis finit son exploitation au bout de cinq semaines avec 18 196 170 $, soit approximativement 6 189 000 entrées.
En France, le film a rencontré un succès honorable en salles avec un total de 701 316 entrées, dont 274 012 entrées à Paris, étant le plus grand succès commercial français de Steve Martin en tête d'affiche.